# Hélène Fourment sortant du bain
Hélène Fourment sortant du bain (ou La Petite fourrure[réf. nécessaire]) est une peinture à l'huile de 176 × 83 cm réalisée en 1638 par le peintre Pierre Paul Rubens.

## Historique
Elle est conservée au Kunsthistorisches Museum de Vienne.